# Тиритири-Матанги
Тиритири-Матанги (англ. Tiritiri Matangi Island) — остров в Новой Зеландии. Административно входит в состав региона Окленд.

## География
Остров Тиритири-Матанги расположен в заливе Хаураки, к северо-востоку от центра города Окленд и в 4 км от полуострова Фангапараоа.
С точки зрения геологии, в основе острова лежит горная порода граувакка уаипапской серии пород, поверх которой находятся песчаник и обломочные породы. Местные осадочные почвы в прошлом были подвергнуты сильной эрозии.
В результате антропогенного фактора растительный покров Тиритири-Матанги претерпел значительные изменения, в частности, были уничтожены местные леса. С получением островом статуса заповедника на нём были проведены работы по восстановлению леса: в период с 1984 по 1994 года на 60 % суши Тиритири-Матанги было высажено от 250 до 300 тысяч деревьев. На остальных 40 % территории были оставлены луга, которые служат идеальным местом обитания для новозеландской птицы такахе.

## История
Коренными жителями острова являются представители новозеландского народа маори, которые, согласно археологическим раскопкам, заселили его примерно к XIV веку. Тиритири-Матанги изначально был заселён представителями племени нгао-охо, которое впоследствии было известно под названием иви каверау (или каверау-а-маки). Они построили на острове фортификационное сооружение, или па, в честь которого остров и получил своё название (его можно перевести с языка маори как «смотрящий в сторону ветра», «ветер, бросающийся из стороны в сторону» или «гонимый ветром»). Другим племенем, населявшим Тиритири-Матанги, было нгати-паоа, представители которого занимались у берегов острова ловом акул. Они также построили па, но меньшее по размерам и расположенное в северной части острова. В XVIII веке, во время войны против Уаи-о-хуа, это фортификационное сооружение было разрушено вождём каверау по имени Маки.
В 1820-х годах всё население острова было эвакуировано из-за угрозы нападений со стороны племени нгапухи, которое, заполучив у европейских колонизаторов мушкеты, начало экспансионистскую кампанию против других племён. Повторно Тиритири-Матанги был заселён каверую уже в 1830-х годов, однако племенные поселения просуществовали только до 1856 года, когда умер вождь Таипау. К этому времени (точнее в 1854 году) остров был уже выкуплен европейцами Тейлором, Макмилланом и Кэмпбеллом, создавшими на Тиритири-Матанги небольшую деревню и осуществившими вырубку леса для освобождения земли, которая впоследствии использовалась под сельскохозяйственные нужды, прежде всего, под пастбища.
В 1864 году на острове был построен маяк, третий по счёту и в настоящее время старейший действующий маяк Новой Зеландии. В 1965 году на нём была установлена ксеноновая газовая лампа, эквивалентная 11 млн силам света в свечах, что делало маяк самым ярким в Южном полушарии. Однако в 1984 году ксеноновая лампа была заменена на менее яркую йодно-кварцевую.
В годы Второй мировой войны Тиритири-Матанги входил в систему прибрежной обороны, целью которой была защита с моря крупнейшего города страны, Окленда.
В 1970 году Морской департамент Новой Зеландии, на тот момент управлявший островом, передал его в собственность короны, которая, в свою очередь, объявила Тиритири-Матанги рекреационным заповедником, ставшим в 1971 году частью морского парка «Залив Хаураки». Тогда же на острове были прекращены все виды сельскохозяйственной деятельности. В 1980 году Тиритири-Матанги был переквалифицирован в научный заповедник.
В настоящее время остров находится под управлением Департамента защиты окружающей среды Новой Зеландии.